# Anne Marshall
Anne Marshall, död efter 1682, var en engelsk skådespelare.
Hon var engagerad vid King's Company 1660-1668 och vid Duke's Company 1677-1682. 
Hon var syster till Rebecca Marshall. Hon hade en framgångsrik karriär som hjältinnor och byxroller inom heroiska tragedier.